# Anne Chopinet

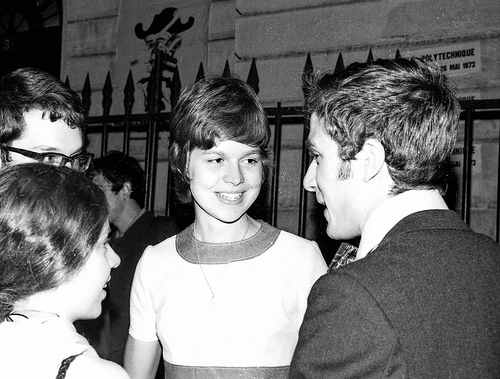
Anne Chopinet in 1973

Anne Chopinet, nach ihrer Heirat Anne Duthilleul, (* am 12. September 1953 in Paris) ist eine französische Ingenieurin. Sie war eine der ersten sieben Frauen, die 1972 an der renommierten École Polytechnique aufgenommen wurden, und belegte in diesem Jahr den ersten Platz.

## Leben

### Kindheit und Studium
Sie wuchs in Paris in einer Familie mit sechs Kindern auf, deren Vater Ingenieur und deren Großvater Absolvent der Ecole Polytechnique war. Ihr Abitur machte sie am Lycée Jules-Ferry in Paris. Sie besuchte anschließend die Classe préparatoire im Lycée Condorcet.
Im Jahr 1972 trat sie in die École Polytechnique ein. Vor diesem Datum waren nur Männer zugelassen. Als eine der ersten sieben Frauen und Erstplatzierte wurde sie schnell zu einem Symbol für den Aufstieg der Frauen in Frankreich. Sie trug die Standarte der Hochschule während der Militärparade am 14. Juli 1973 auf den Champs-Élysées, trotz des Widerwillens der Militärhierarchie der Hochschule. Die neuen Frauenuniformen wurden von dem Couturier Pierre Cardin entworfen und beinhalteten einen Rock und flache Schuhe sowie einen Dreispitz. Die Frauenuniform wurde später geändert. Ab 1994 konnten die Frauen ihre Forderung durchsetzen, wie die Männer einen Zweispitz zu tragen.
Im Jahr 1985 beteiligte sich Anne Chopinet an der Schaffung von Stipendien für die wissenschaftliche und technische Berufung von Frauen. Es handelte sich um Preise, die vom französischen Sozialministerium für 50 Gymnasiastinnen vergeben wurden. 1990 wurden sie auf 500 Gymnasiastinnen erweitert.

### Karriere
Nach ihrem Abschluss an der Ecole Polytechnique wurde sie Ingenieurin im Corps des Mines, wie üblich für die bestplatzierten Absolventen. Sie arbeitete vier Jahre lang im Industrieministerium (zuständig für Bergbauangelegenheiten) und weitere vier Jahre im Haushaltsministerium, während Jacques Chirac Premierminister war. Sie war zwei Jahre lang (1986–1988) technische Beraterin von Alain Juppé, dem Haushaltsminister. Im Juni 1988 wurde sie die erste weibliche Generalsekretärin beim französischen Zentrum für Weltraumforschung CNES, wo sie drei Jahre lang blieb. Danach arbeitete sie vier Jahre lang in der Privatwirtschaft bei Alsthom.
Von 1995 bis Mai 2000 war sie technische Beraterin des Staatspräsidenten Jacques Chirac.
Sie war Vorsitzende der Entreprise de recherches et d’activités pétrolières (ERAP). Im Jahr 2016 beaufsichtigte sie die Erdöl- und Bergbauforschung im Wirtschaftsministerium.
Von 2002 bis 2010 war sie Präsidentin der Bureau d’informations et de prévisions économiques (BIPE).

### Privatleben
Sie ist die Nichte von Marguerite Chopinet. Anne heiratete den Architekten Jean-Marie Duthilleul (ebenfalls ein Absolvent der Ecole Polytechnique aus ihrem Jahrgang). Sie hat fünf Kinder. Sie alle studierten Ingenieurwesen, zwei wurden Architekten und einer Priester.